# Grenslanden
De Grenslanden zijn in de boekenserie Het Rad des Tijds, geschreven door de Amerikaanse auteur Robert Jordan, de benaming voor de naties die sinds het Breken van de Wereld een directe grens hebben met de Verwording, en constant blootstaan aan invallen van Trolloks.
Na het Breken van de Wereld waren er slechts twee Grenslanden: Jaramide en Aramaelle. Jaramide was de eerste natie die de klap kreeg van de Trollok-oorlogen. Na deze verwoestende oorlogen kwamen er uit de ruïnes drie nieuwe naties voort, namelijk Basharande, Elsalam en Rhamdashar. Deze drie naties werden uiteindelijk in het rijk van Artur Paendrag Haviksvleugel opgenomen en verdeeld in vijf provinciën.
Na de verwoestende Oorlog van de Honderd Jaren, volgend op de dood van Artur Haviksvleugel, braken de vijf provinciën (Saldea, Kandor, Arafel, Shienar en Malkier) met het rijk en gingen een bondgenootschap aan tegen de Schaduw en dreigingen vanuit het zuiden. 
Ten tijde van de serie zijn er vier grenslanden, van oost naar west: Shienar, Arafel, Kandor en Saldea. De natie Malkier is jaren voor de serie ten onder gegaan door intern verraad en een invasie van Schaduwgebroed. 